# Billabong Pro Teahupoo
O Billabong Pro Teahupoo é um evento do ASP World Tour. Esse evento acontece em Teahupo'o, Taiti e é disputada atualmente por 24 surfistas, valendo 10,000 pontos no ranking ao seu campeão nesses últimos anos.

## Campeões
Ref.
| Campeões |                |        |                      |        |
| Ano      | Campeão        | Pontos | Vice                 | Pontos |
| 1997     | Andy Irons     | ----   | Pancho Sullivan      | ----   |
| 1998     | Kobi Abberton  | ----   | Conan Hayes          | ----   |
| 1999     | Mark Occhilupo | 14.50  | C.J. Hobgood         | 9.50   |
| 2000     | Kelly Slater   | 25.55  | Shane Dorian         | 20.25  |
| 2001     | Cory Lopez     | 25.05  | C.J. Hobgood         | 23.85  |
| 2002     | Andy Irons     | 22.65  | Luke Egan            | 20.50  |
| 2003     | Kelly Slater   | 19.57  | Taj Burrow           | 14.83  |
| 2004     | C.J. Hobgood   | 16.66  | Nathan Hedge         | 8.67   |
| 2005     | Kelly Slater   | 20.00  | Damien Hobgood       | 9.33   |
| 2006     | Bobby Martinez | 16.27  | Freddy Patacchia Jr. | 16.07  |
| 2007     | Damien Hobgood | 16.60  | Mick Fanning         | 16.20  |
| 2008     | Bruno Santos   | 9.16   | Manoa Drollet        | 6.83   |
| 2009     | Bobby Martinez | 18.46  | Taj Burrow           | 16.10  |
| 2010     | Andy Irons     | 14.67  | C.J. Hobgood         | 8.33   |
| 2011     | Kelly Slater   | 18.43  | Owen Wright          | 17.10  |
| 2012     | Mick Fanning   | 18.87  | Joel Parkinson       | 18.37  |
| 2013     | Adrian Buchan  | 18.94  | Kelly Slater         | 17.90  |
| 2014     | Gabriel Medina | 18.96  | Kelly Slater         | 18.93  |
| 2015     | Jeremy Flores  | 16.87  | Gabriel Medina       | 13.20  |
| 2016     | Kelly Slater   | 19.67  | John John Florence   | 15.23  |
| 2017     | Julian Wilson  | 18.96  | Gabriel Medina       | 17.87  |
| 2018     | Gabriel Medina | 13.50  | Owen Wright          | 12.07  |
| 2019     | Owen Wright    | 17.07  | Gabriel Medina       | 14.93  |